# Caffettiera espresso 9090
Caffettiera espresso 9090 è una caffettiera espresso di industrial design ideata da Richard Sapper e prodotta dall'azienda italiana Alessi dal 1979.
È la prima caffettiera per espresso della storia di Alessi, primo attrezzo per la cucina dopo gli anni trenta, e la prima opera della collaborazione tra l'azienda piemontese e il designer tedesco.
Ha vinto il premio internazionale Compasso d'oro nel 1979 ed è il primo oggetto Alessi ad essere entrato nella Permanent Design Collection del Museum of Modern Art di New York.

## Descrizione

### Filosofia di progetto
I principi cardine attorno ai quali si sviluppa il progetto di Sapper sono questi: la sicurezza, infatti le caffettiere espresso, già presenti sul mercato e molto famose all'epoca, in caso di malfunzionamento diventavano estremamente pericolose, al contrario della 9090. La maneggevolezza, ossia la particolarità di questa caffettiera di poter essere utilizzata e pulita in tutta comodità e sicurezza con una mano sola. La monomatericità che conferisce armonia all'oggetto ed ovvia al problema del ricambio dei manici, che solitamente erano fabbricati in plastica e a lungo andare si bruciavano e conseguentemente costringevano a sostituire l'intera caffettiera. I produttori infatti erano contrari alla vendita di pezzi di ricambio. Infine la possibilità di essere riprodotta su larga scala pur utilizzando materiali Alessi. Proprio questo aspetto interessava a Sapper, il quale riteneva fosse molto più stimolante lavorare con le grandi quantità.

### Fabbricazione
La caffettiera 9090 viene prodotta attraverso lo stampaggio a freddo dell'acciaio 18/10. Più di 100 passaggi tutti velocissimi e molto economici. Sebbene quasi tutte le caffettiere fossero fatte in fusione di alluminio, l'intenzione alla base dell'idea di Richard Sapper era di produrre una macchina nel modo più economico e con le attrezzature già in possesso di Alessi. Il core business dell'azienda è infatti la produzione di oggetti in acciaio inossidabile mediante stampaggio a freddo dei metalli. Questa pratica, prodotta con l'abilità dei suoi tecnici, è realizzata in Italia, nello stabilimento di Crusinallo.

## Modelli
La caffettiera è prodotta ancora oggi, proposta in 4 formati da 1, 3, 6, o 10 tazze. Identificate rispettivamente dal nome 9090/1, 9090/3, 9090/6 e 9090/M. Per ogni modello è previsto un filtro riduttore per la capacità inferiore. Coperta da 5 brevetti di utilità e un brevetto come modello ornamentale, viene venduta anche nella versione con fondo magnetico per i fornelli ad induzione.

## Storia
Il primo incarico che Alessi affidò a Sapper fu quello di disegnare posate, progetto che gli interessava molto. Tuttavia, per ragioni tecnico produttive, l'azienda si trovò impossibilitata a produrle, dunque propose a Sapper di progettare una macchina espresso. Inizialmente il designer rifiutò, animato da scarsa speranza nel progetto, ma successivamente si lasciò convincere. Si volle pensare ad una macchina destinata alla produzione massiva e dai costi bassi, la cui produzione richiedesse le sole attrezzature di Alessi, senza dover reperire componenti dall'esterno. Era inoltre opportuno creare una macchina che si differenziasse dalle altre sul mercato. Sapper lavorò soprattutto sulla longevità del prodotto: era infatti contrario alla filosofia secondo cui i vari componenti debbano deteriorarsi per poter essere riacquistati poi. Nessuna parte della 9090 si rovina nel tempo, fatta eccezione per l'anello di guarnizione. La maniglia è in metallo, al contrario degli altri prodotti rivali, in sostituzione di quella in plastica che si scioglie a causa del calore dopo qualche tempo ed è protetta dalla base allargata, pensata così per assorbire maggiore calore dalla fiamma. La macchina infine garantisce un alto livello di sicurezza poiché non può in alcun caso esplodere, come accadeva a tutte le altre qualora non le si utilizzasse con la giusta attenzione. Infatti, al posto di una chiusura a vite ed una valvola di sicurezza non sempre efficiente, la 9090 utilizza un sistema di bloccaggio ad incastro che permette alla pressione in eccesso di fuoriuscire prima di raggiungere livelli pericolosi.

### Forma e aspetto
La caffettiera espresso 9090 è una rivisitazione formale delle componenti che costituiscono una caffettiera. Le parti dell'oggetto che la rendono più riconoscibile sono: il manico e il beccuccio, dalle forme originali. La base allargata agevola l'appoggio sul piano.
La caffettiera si presenta come un profilo continuo di rotazione sul quale sono stati inseriti manico, beccuccio e valvola. La parte anteriore si distingue dalla posteriore per la presenza di questi ultimi due elementi, mentre sulla parte posteriore trova spazio il manico. L'oggetto, a prima vista chiuso, si compone di due parti simili, ma di proporzioni diverse: una superiore più lunga e una inferiore più corta.
La 9090 ha uno sviluppo ascendente. Si è fatto uso di linee verticali rette per il corpo e linee oblique per delimitare le varie parti dell'oggetto. Infatti, queste si trovano tra la parte superiore e quella inferiore e alla base della macchina. L'unico componente curvilineo è il manico.
La caffettiera espresso 9090 è caratterizzata da una colorazione metallica propria del materiale. Il corpo è grigio lucido riflettente, tipico dell'acciaio. Il manico, attraverso la lavorazione, appare più scuro ed opaco. La caffettiera risulta così leggermente bicroma nei toni. Il corpo si mantiene di un colore più freddo mentre il manico di uno leggermente più caldo.

### Valori del design
La caffettiera, grazie ad un comodo meccanismo ad incastro, si può aprire con una mano sola. Ha un manico molto maneggevole ed ergonomico ed è molto sicura, in quanto rispetto ad altri modelli, già presenti nel mercato, non presenta problemi di malfunzionamento. La sua monomatericità esprime un design dalle linee pulite e semplici. La caffettiera 9090 di Alessi è, sin dal suo esordio, un'icona del design italiano e pertanto trattata alla stregua di un'opera d'arte.

## Riconoscimenti
- XI Compasso d'oro, 1979
- Bio 9 Ljubljana, 1981
- Design Plus Award, 1983

## Esposizioni
Musei e collezioni permanenti che hanno acquisito la caffettiera 9090.
- Kunstgewerbemuseum, Berlino, Germania
- Museo del design di Salonicco, Salonicco, Grecia
- Museum Angewandte Kunst, Francoforte sul Meno, Germania
- Museum of Modern Art, New York, Stati Uniti
- Museo arte Gallarate, Gallarate, Italia
- Museum Kunstpalast, Düsseldorf, Germania
- Museum für angewandte Kunst, Colonia, Germania
- Museum für Gestaltung Zürich, Zurigo, Svizzera
- Centro Georges Pompidou, Parigi, Francia
- Bio Design Collection, Lubiana, Slovenia
- Die Neue Sammlung, Monaco di Baviera, Germania
- Cooper Hewitt, Smithsonian Design Museum, New York, Stati Uniti
- Victoria and Albert Museum, Londra, Regno Unito
- Triennale di Milano, Milano, Italia
- Museo di arte applicata, Oslo, Norvegia
- Museo dell'Università iraniana di scienza e tecnologia, Teheran, Iran
- Stedelijk Museum, Amsterdam, Paesi Bassi
- Museo d'Israele, Gerusalemme, Israele
- Design Museum, Londra; Regno Unito
- Museum für Kunst und Gewerbe, Amburgo, Germania
- Museo del design e della moda, Lisbona, Portogallo
- Philadelphia Museum of Art, Filadelfia, Stati Uniti

## Critica
Osservando la società degli anni '80 si riscontrano cambiamenti nel modo di desiderare, di usare e godere degli oggetti che racchiudono in sé altri valori oltre a quello funzionale. Questa caffettiera dal design all'avanguardia e dalla forma ispirata al futurismo, viene molto apprezzata dal pubblico.  Il rinnovamento della caffettiera espresso è stato totale, formale e tecnico. In molti casi i fruitori di questa caffettiera l'hanno ricevuta in dono. Pochi di questi la utilizzano per la sua funzione, infatti molti la ripongono in “teche” come oggetto da esposizione. Coloro che la provano all'inizio sono molto dubbiosi del risultato che si può ottenere, tuttavia nella maggior parte dei casi rimangono soddisfatti. Nella società odierna vengono maggiormente utilizzate le caffettiere elettriche; la 9090 viene però “rispolverata” quando ci sono ospiti a cui servire il caffè direttamente a tavola. Denuncia pochi difetti: per esempio il caffè prodotto risulta “eccessivamente caldo”. Se dopo 4-5 ore dalla prima preparazione si vuole bere dell'altro caffè,  non è necessario sprecare altro gas per scaldare quello avanzato. Maneggiare la levetta del coperchio ed il manico senza scottarsi è impossibile senza presine qualora la caffettiera sia in uso.